# Bisanalkoppa, Hungund
Bisanalkoppa là một làng thuộc tehsil Hungund, huyện Bagalkot, bang Karnataka, Ấn Độ.